# Pakistanische Frauen-Cricket-Nationalmannschaft in Bangladesch in der Saison 2023/24
Die Tour der pakistanischen Frauen-Cricket-Nationalmannschaft nach Bangladesch in der Saison 2023/24 fand vom 25. Oktober bis zum 10. November 2023 statt. Die internationale Cricket-Tour war Bestandteil der Internationalen Cricket-Saison 2023/24 und umfasste drei WODIs und drei WTwenty20s. Die WODIs waren Teil der ICC Women’s Championship 2022–2025. Bangladesch gewann beide Serien 2-1.

## Vorgeschichte
Für beide Mannschaften war es die erste Tour der Saison. Das letzte Aufeinandertreffen der beiden Mannschaften bei einer Tour fand in der Saison 2019/20 in Pakistan statt.

## Stadien
Die folgenden Stadien wurden für die Tour als Austragungsort vorgesehen.
| Stadion                                      | Stadt      | Kapazität | Spiele       |
| -------------------------------------------- | ---------- | --------- | ------------ |
| Chittagong Divisional Stadium                | Chittagong | 22.000    | 1. – 3. WT20 |
| Sher-e-Bangla National Cricket Stadium (SNS) | Dhaka      | 26.000    | 1. – 3. WODI |

## Kaderlisten
| WODI | WODI | WTwenty20 | WTwenty20 |
| Bangladesch | Pakistan | Bangladesch | Pakistan |
| --- | --- | --- | --- |
| - Nigar Sultana (K, wk) - Nahida Akter (VK) - Disha Biswas - Fahima Khatun - Fargana Hoque - Marufa Akter - Murshida Khatun - Nishita Akter Nishi - Rabeya Khan - Ritu Moni - Sanjida Akter Meghla - Shamima Sultana - Shorna Akter - Sobhana Mostary - Sultana Khatun - Sumaiya Akter | - Nida Dar (K) - Aliya Riaz - Bismah Maroof - Diana Baig - Ghulam Fatima - Iram Javed - Muneeba Ali (wk) - Najiha Alvi (wk) - Nashra Sandhu - Natalia Pervaiz - Sadaf Shamas - Sadia Iqbal - Sidra Ameen - Umm-e-Hani - Waheeda Akhtar | - Nigar Sultana (K, wk) - Nahida Akter (VK) - Fahima Khatun - Fariha Trisna - Marufa Akter - Murshida Khatun - Nishita Akter Nishi - Rabeya Khan - Ritu Moni - Sanjida Akter Meghla - Shathi Rani - Shorifa Khatun - Shorna Akter - Sobhana Mostary - Sultana Khatun - Sumaiya Akter | - Nida Dar (K) - Aliya Riaz - Bismah Maroof - Diana Baig - Ghulam Fatima - Iram Javed - Muneeba Ali (wk) - Najiha Alvi (wk) - Nashra Sandhu - Natalia Pervaiz - Sadaf Shamas - Sadia Iqbal - Sidra Ameen - Waheeda Akhtar - Umm-e-Hani |

## Women’s Twenty20 Internationals

### Erstes WTwenty20 in Chittagong
| 25. Oktober Scorecard | Chittagong | Pakistan 82 (19.4)                | – | Bangladesch 86-5 (19.3) |
|                       |            | Bangladesch gewinnt mit 5 Wickets |   |                         |

### Zweites WTwenty20 in Chittagong
| 27. Oktober Scorecard | Chittagong | Bangladesch 120-6 (20)          | – | Pakistan 100-7 (20) |
|                       |            | Bangladesch gewinnt mit 20 Runs |   |                     |

### Drittes WTwenty20 in Chittagong
| 29. Oktober Scorecard | Chittagong | Pakistan 132-4 (20)          | – | Bangladesch 101-9 (20) |
|                       |            | Pakistan gewinnt mit 31 Runs |   |                        |

## Women’s One-Day Internationals

### Erstes WODI in Dhaka
| 4. November Scorecard | Dhaka | Bangladesch 81 (31.5)          | – | Pakistan 85-5 (24.5) |
|                       |       | Pakistan gewinnt mit 5 Wickets |   |                      |

### Zweites WODI in Dhaka
| 7. November Scorecard | Dhaka | Bangladesch 169-9 (50) / 10-1 (1)                  | – | Pakistan 169 (49.5) / 7-2 (1) |
|                       |       | Unentschieden (Bangladesch gewinnt mit Super Over) |   |                               |

### Drittes WODI in Dhaka
| 10. November Scorecard | Dhaka | Pakistan 166-9 (50)               | – | Bangladesch 167-3 (45.4) |
|                        |       | Bangladesch gewinnt mit 7 Wickets |   |                          |

## Auszeichnungen

### Player of the Series
Als Player of the Series wurden der folgende Spielerinnen ausgezeichnet.
| Serie | Player of the Series |
| ----- | -------------------- |
| WODI  | Nahida Akter         |
| WT20  | Nahida Akter         |

### Player of the Match
Als Player of the Match wurden die folgenden Spielerinnen ausgezeichnet.
| Spiel   | Player of the Match |
| ------- | ------------------- |
| 1. WODI | Nida Dar            |
| 2. WODI | Nigar Sultana       |
| 3. WODI | Fargana Hoque       |
| 1. WT20 | Nahida Akter        |
| 2. WT20 | Shorna Akter        |
| 3. WT20 | Muneeba Ali         |